# Jacquère
Pour les articles homonymes, voir Jacquère (homonymie).
La jacquère est un cépage blanc tardif. En France, il est le plus répandu en Savoie et est utilisé plus marginalement dans le Bugey et dans le Dauphiné. Il donne un vin frais et léger, à boire jeune. C'est le cépage traditionnel et presque exclusif (en blanc) de l'apremont et du chignin de Savoie.
Le cépage a pour parent le Gouais blanc, sans que le deuxième parent soit connu.
Les ampélographes Louis Levadoux et Linda Bisson rangent la Jacquère dans la famille des cépages Pélorsien, aux côtés du Bia blanc, Béclan, de la Duréza, de l'Exbrayat, du Durif, du Joubertin, de la Mondeuse blanche, du Peloursin, du Servanin et de la Verdesse.

## Synonymes

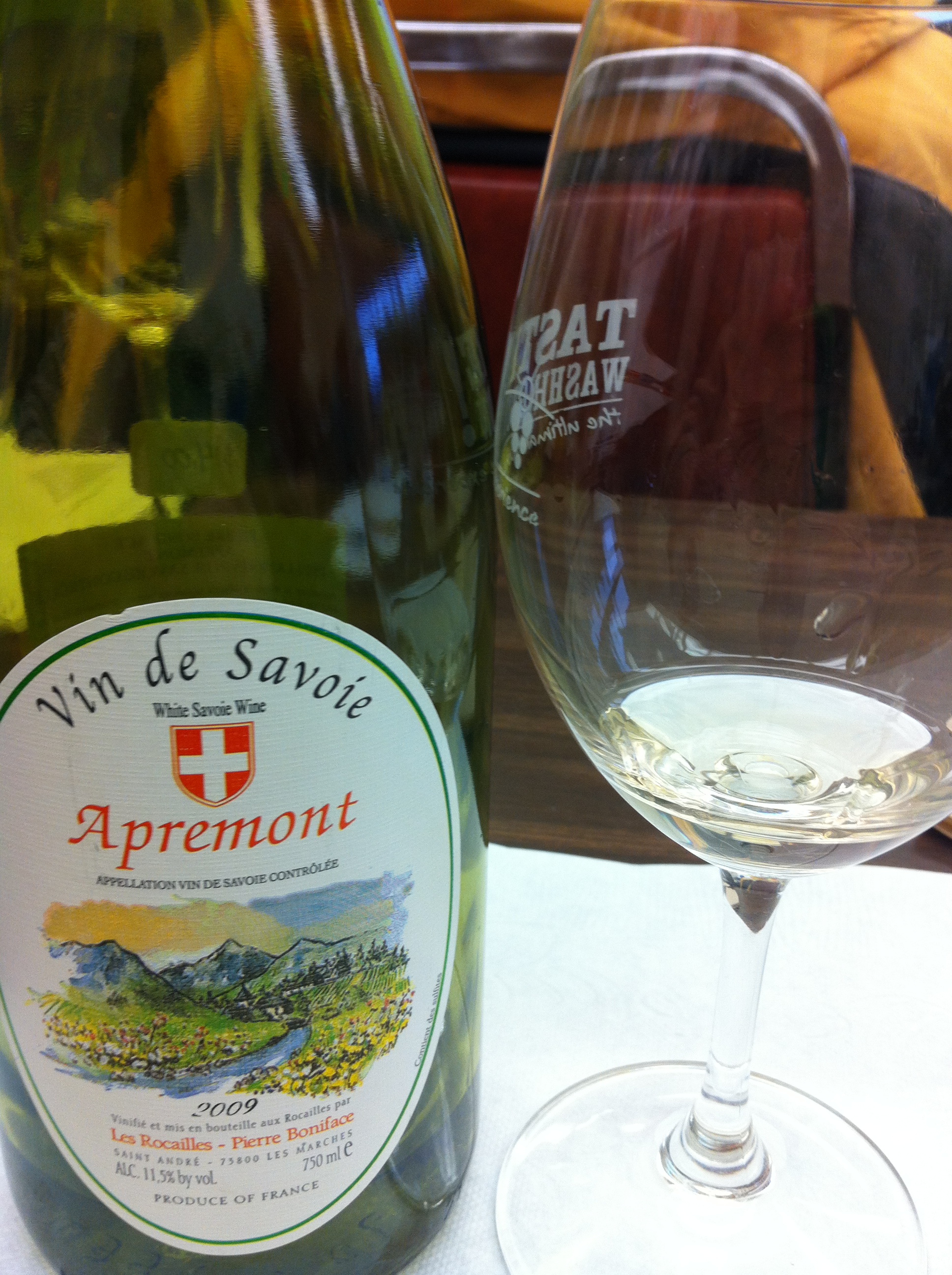
Vin de Savoie Apremont de cépage Jacquère.

Ce cépage est aussi dénommé Altesse de Saint-Chef, Blanc des Ecoutoux, Buisserate, Cherché, Coufe Chien (à Roussillon), Cugnète, Cugnette, Cugniette, Jacquère blanche, Jacquerre, Jacquière, Martin cot, Martin cot blanc, Molette, Molette de Montmelian, Plant de Myans, Plant des Abymes, Redin, Robinet (à Conflans), Rossette, Rossettin, Roussette et Roussette de Montmelian.